# Quiero (álbum de Sergio Rivero)
Quiero es el álbum-debut del concursante de la cuarta edición española de Operación Triunfo 2005 Sergio Rivero, publicado por Vale Music Records

## El disco
Quiero fue publicado el 29 de noviembre del 2005 en España, a través de la discográfica Valemusic Records. Sergio Rivero fue el ganador de la cuarta edición de Operación Triunfo, teniendo la posibilidad de tener un contrato discográfico con Valemusic, filial de Sony BMG.
El sencillo debut del disco fue «Cómo cambia la vida» y debutó en el #19 de las Listas de los sencillos más Vendidos en España. Una semana después sería publicado el álbum, que llegaría al #9 de las listas de ventas españolas [Promusicae]. El álbum vendió más de 150,000 copias, consiguiendo un disco de platino. A raíz del éxito del álbum, Sergio hizo una serie de conciertos por toda España para promocionar el disco.
El segundo sencillo fue «Me envenena», publicado el 6 de febrero del 2006. Llegó al #68 de las listas de ventas, siendo un fracaso para el cantante. Debido al fracaso del sencillo y la repentina caída del disco de las listas Valemusic decidió cancelar la promoción del álbum y su  publicación en Andorra y en Portugal.
El tercer sencillo, «A escondidas», sólo se distribuyó por las radios, no siendo considerado como un sencillo debido a que no hubo una publicación física del mismo. Tuvo muy poco éxito en las cadenas de radio.

## Lista de canciones
1. «Demasiado fácil»
2. «Me envenenas»
3. «A escondidas»
4. «La llave de tu corazón»
5. «Un lugar llamado esperanza»
6. «Cómo cambia la Vida»
7. «Palabras de amor»
8. «Mi media vida»
9. «Lo he dado todo por ti»
10. «Mírame»
11. «Quiero»
12. «Quién vive en tu piel»
13. «Si eres tú»
14. «No puedo dejarte de amar»

### Sencillos
| 2005 | "Cómo cambia la vida" | 19 |
| 2006 | "Me envenena"         | 68 |
| 2006 | "A escondidas"        | —  |

## Listas

### Semanales
| País   | Ranking         | Primera semana | Posición de ingreso | Mejor posición | Semanas en la mejor posición | Semanas en el ranking | Última semana |
| ------ | --------------- | -------------- | ------------------- | -------------- | ---------------------------- | --------------------- | ------------- |
| Europa |                 |                |                     |                |                              |                       |               |
| España | Top 100 álbumes | 04/12/2005     | 6                   | 5              | 1                            | 14                    | 26/03/2006    |

### Anuales
2005
| País   | Ranking       | Posición |
| ------ | ------------- | -------- |
| Europa |               |          |
| España | Top 50 Albums | 40       |

### Certificaciones
| País   | Proveedor  | Año  | Certificación |
| Europa |            |      |               |
| España | Promusicae | 2006 | Platino       |